# سیارک ۱۸۷۲۹
سیارک ۱۸۷۲۹ (به انگلیسی: 18729 Potentino، نامگذاری:1998KJ4) هجده هزار و هفتصد و بیست و نهمین سیارک کشف شده‌است که در ۲۲ مه ۱۹۹۸ کشف شد.
قدر مطلق سیارک برابر ۱۷.۰ است.